# Люшовиці (Хшановський повіт)
Люшовиці (пол. Luszowice) — село в Польщі, у гміні Хшанув Хшановського повіту Малопольського воєводства.
Населення — 1815 осіб (2011).
У 1975-1998 роках село належало до Катовицького воєводства.

## Демографія
Демографічна структура станом на 31 березня 2011 року:
|          | Загалом | Допрацездатний вік | Працездатний вік | Постпрацездатний вік |
| -------- | ------- | ------------------ | ---------------- | -------------------- |
| Чоловіки | 890     | 142                | 636              | 112                  |
| Жінки    | 925     | 132                | 525              | 268                  |
| Разом    | 1815    | 274                | 1161             | 380                  |